# واوکس سور اور
واوکس سور اور (به فرانسوی: Vaux-sur-Aure) یک کمون در فرانسه است که در Canton of Ryes واقع شده‌است.

## خصوصیات
واوکس سور اور ۷٫۶۰ کیلومترمربع مساحت و ۳۱۶ نفر جمعیت دارد و ۳۳ متر بالاتر از سطح دریا واقع شده‌است.

## خواهرخوانده
شهر ناگازاکی خواهرخواندهٔ واوکس سور اور هست.